# 鴨緑江会戦
鴨緑江会戦（おうりょくこうかいせん、ヤールンジャンかいせん）は、日露戦争において日本陸軍第一軍が鴨緑江を渡河して満州へ向かう途中で、これを阻止せんと待機していたロシア陸軍との間で起こった一連の戦い。鴨緑江渡河作戦（おうりょくこうとかさくせん）とも言われる。

## 概要
ロシア軍兵士が日本軍兵士よりも優秀であると過信して兵力を分散配置したザスーリチ将軍に対して日本陸軍は十分な火砲を持って攻撃し、損害を与えた。また、ロシア陸軍が全軍を用いての決戦を避け早期に退却を行ったため、日本陸軍は渡河をたいした損害なく完了することができた。
九連城の山頂に「鴨緑江戦蹟」と名付けられる一種の忠霊塔が丹東市に残る。戦蹟は文化大革命の時期に一部破壊されたが、日本から受けた屈辱の歴史を後生に残すとして地元政府によって補修された。山は「日本山」とも呼ばれ桜も咲く。

## 画像

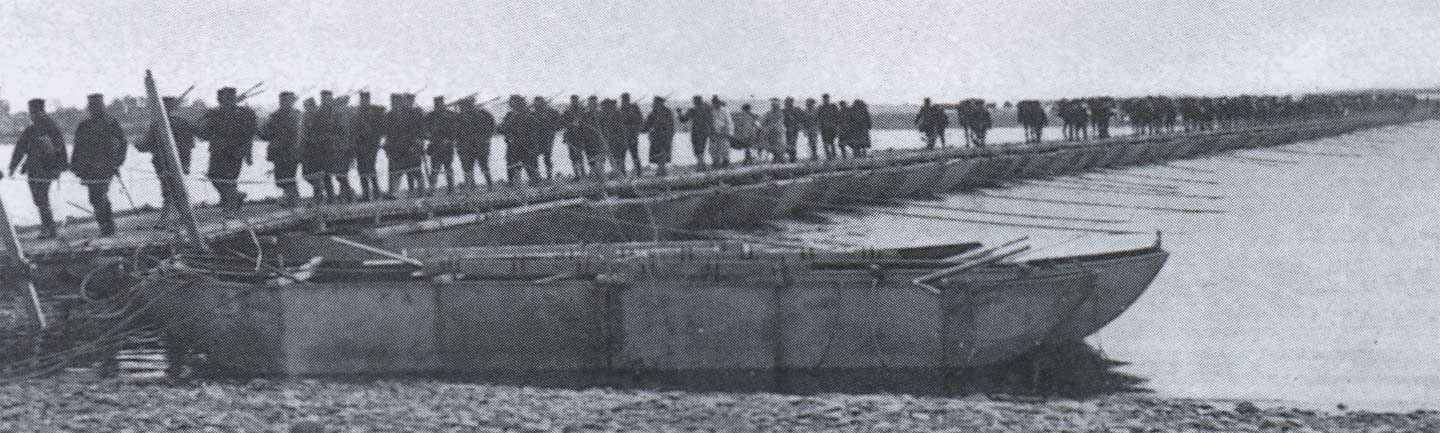
鴨緑江に架けた仮設橋を渡る日本軍第一軍の歩兵
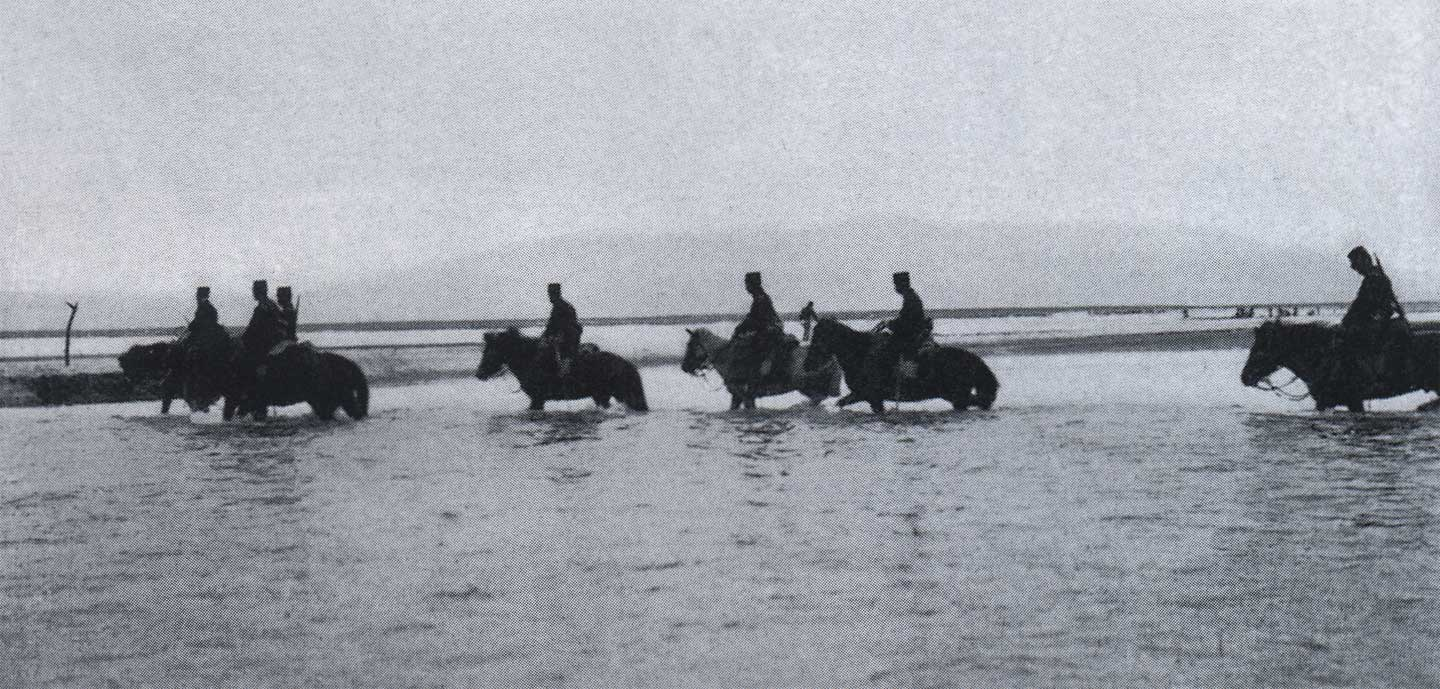
渡河する日本軍の騎兵
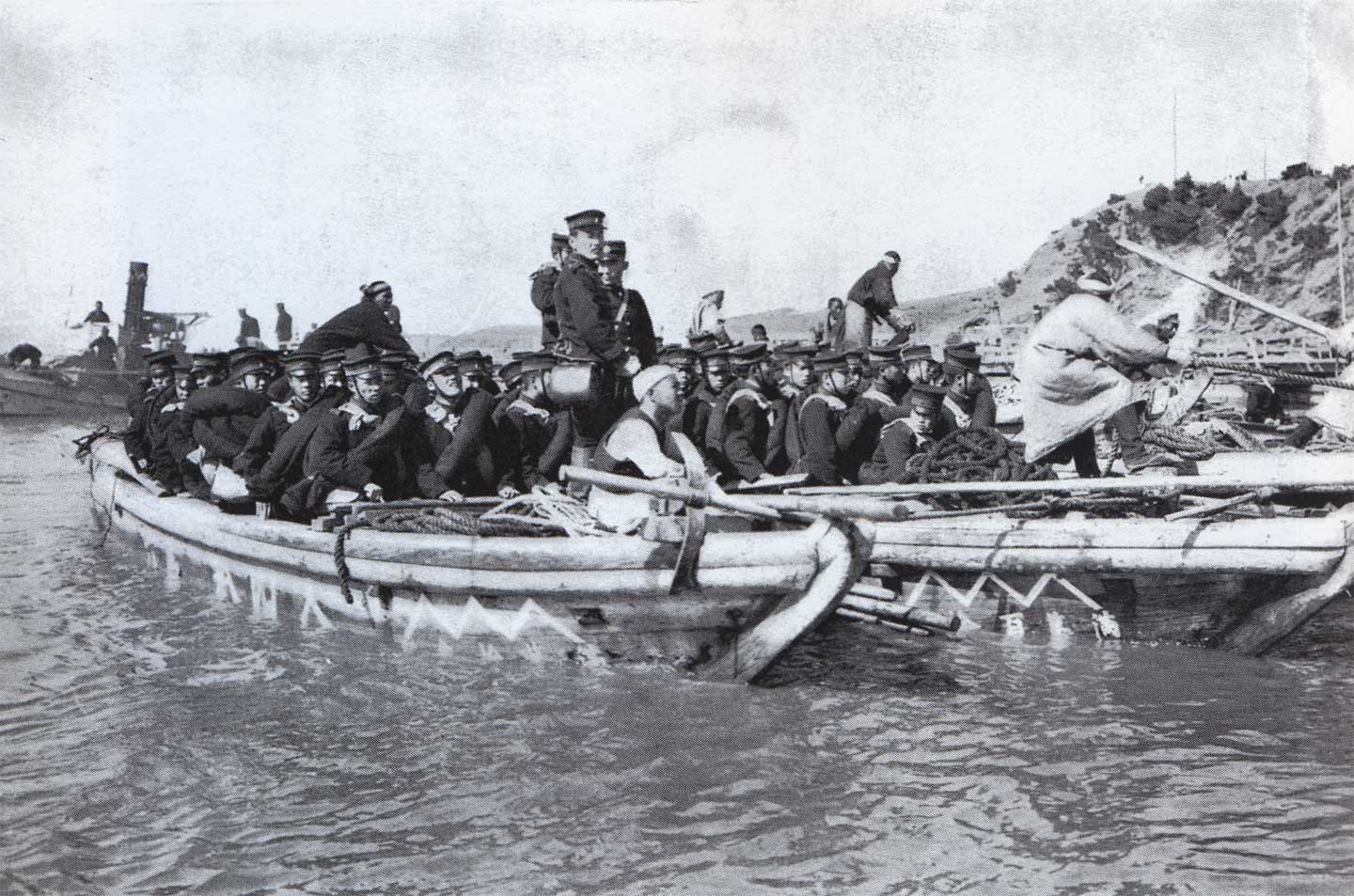
南浦に上陸する日本軍
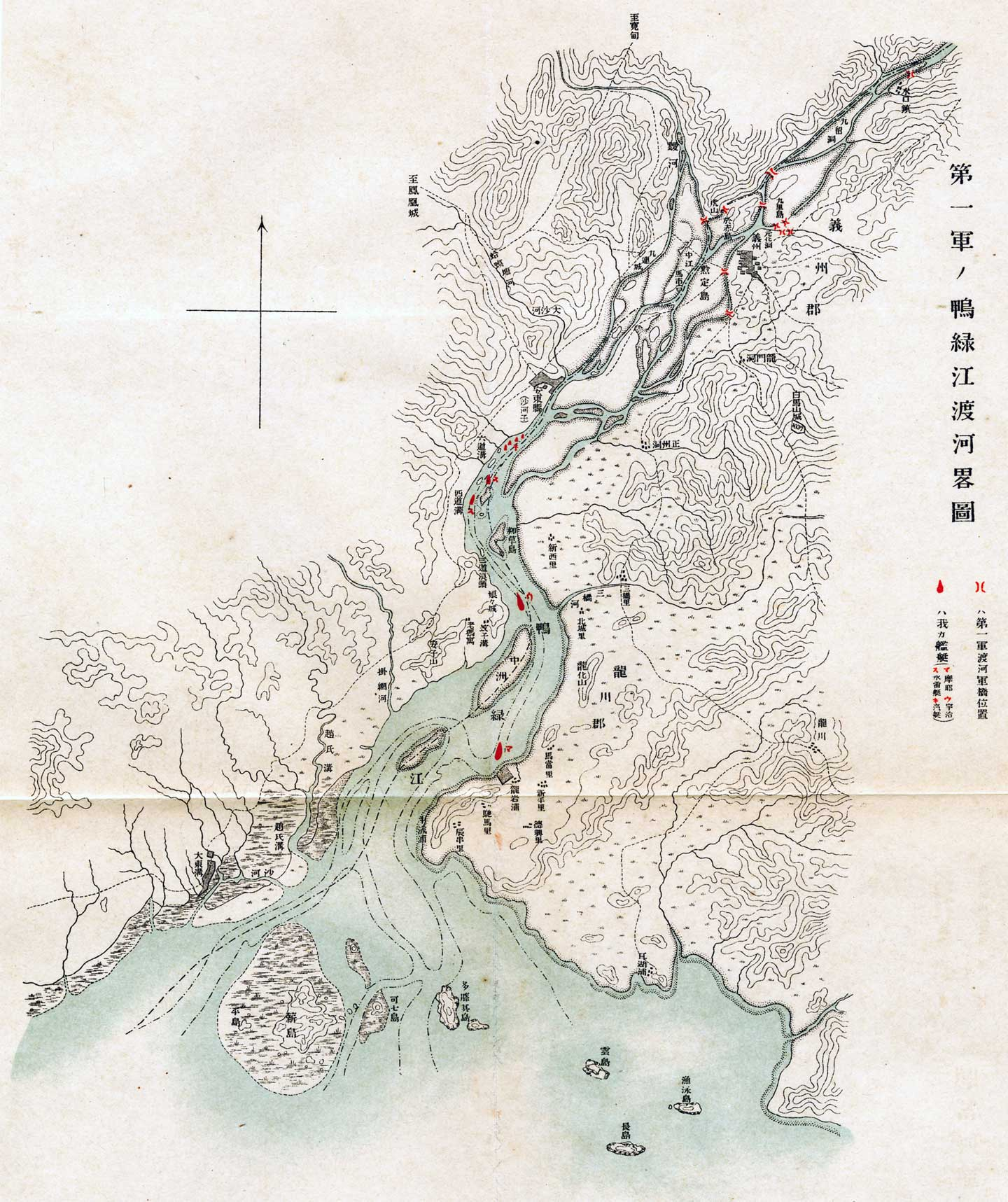
日本軍の第一軍が所有していた地図。
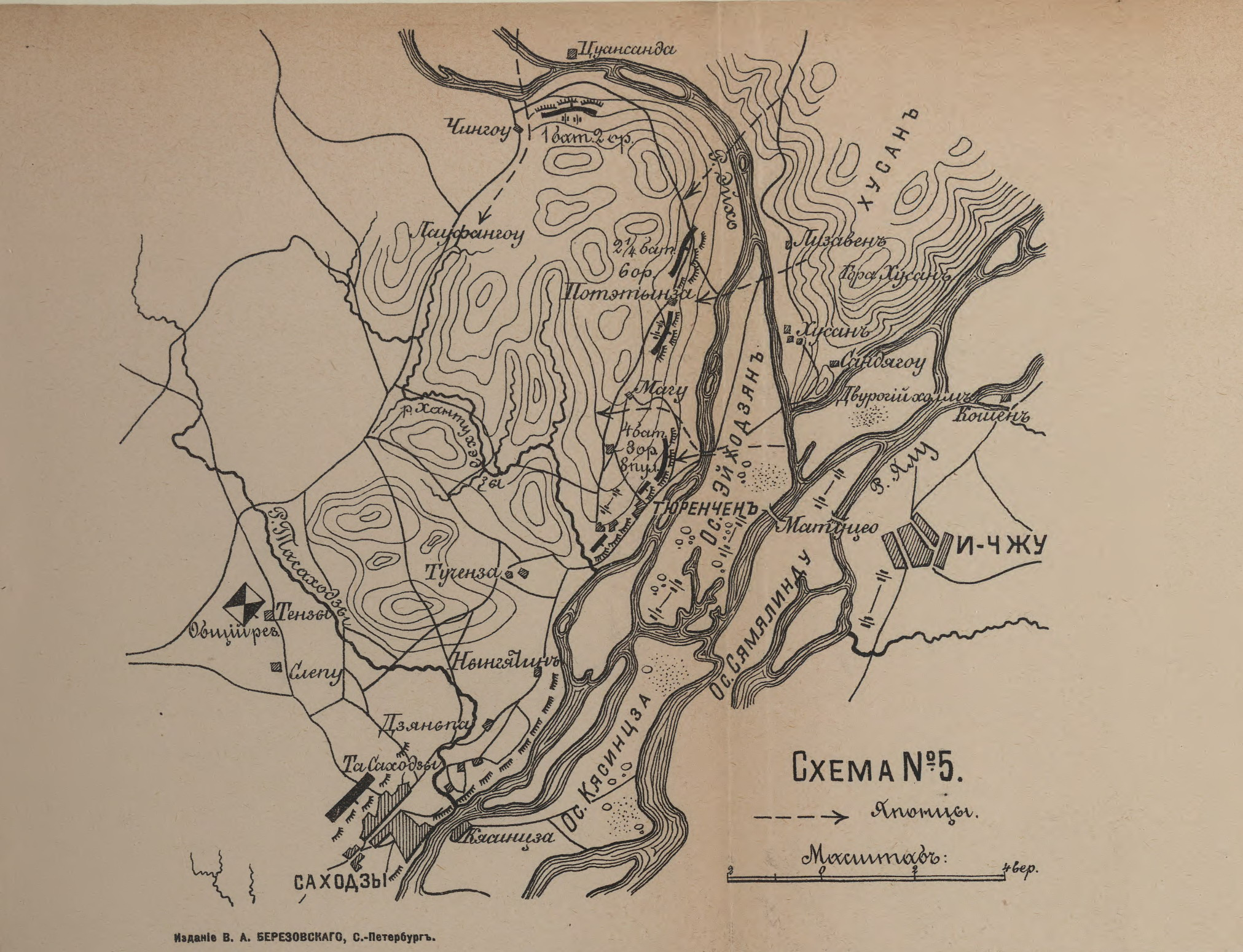
ロシア軍の地図。日本軍の位置などが書きこまれている。
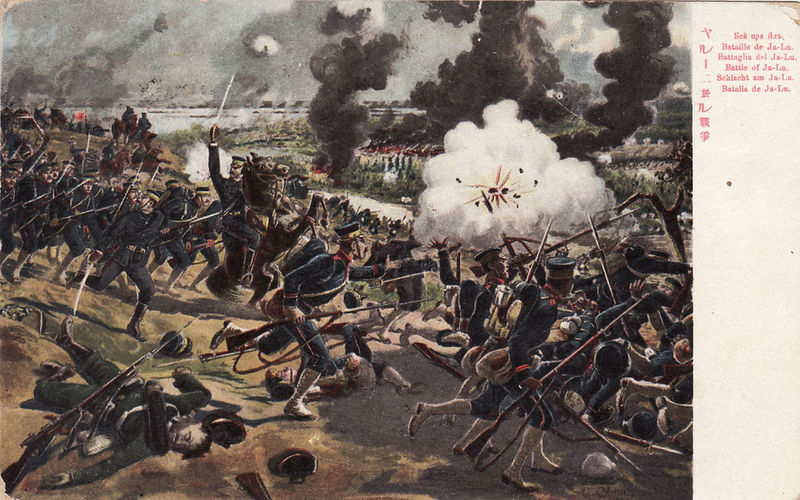
鴨緑江会戦の日本の絵葉書
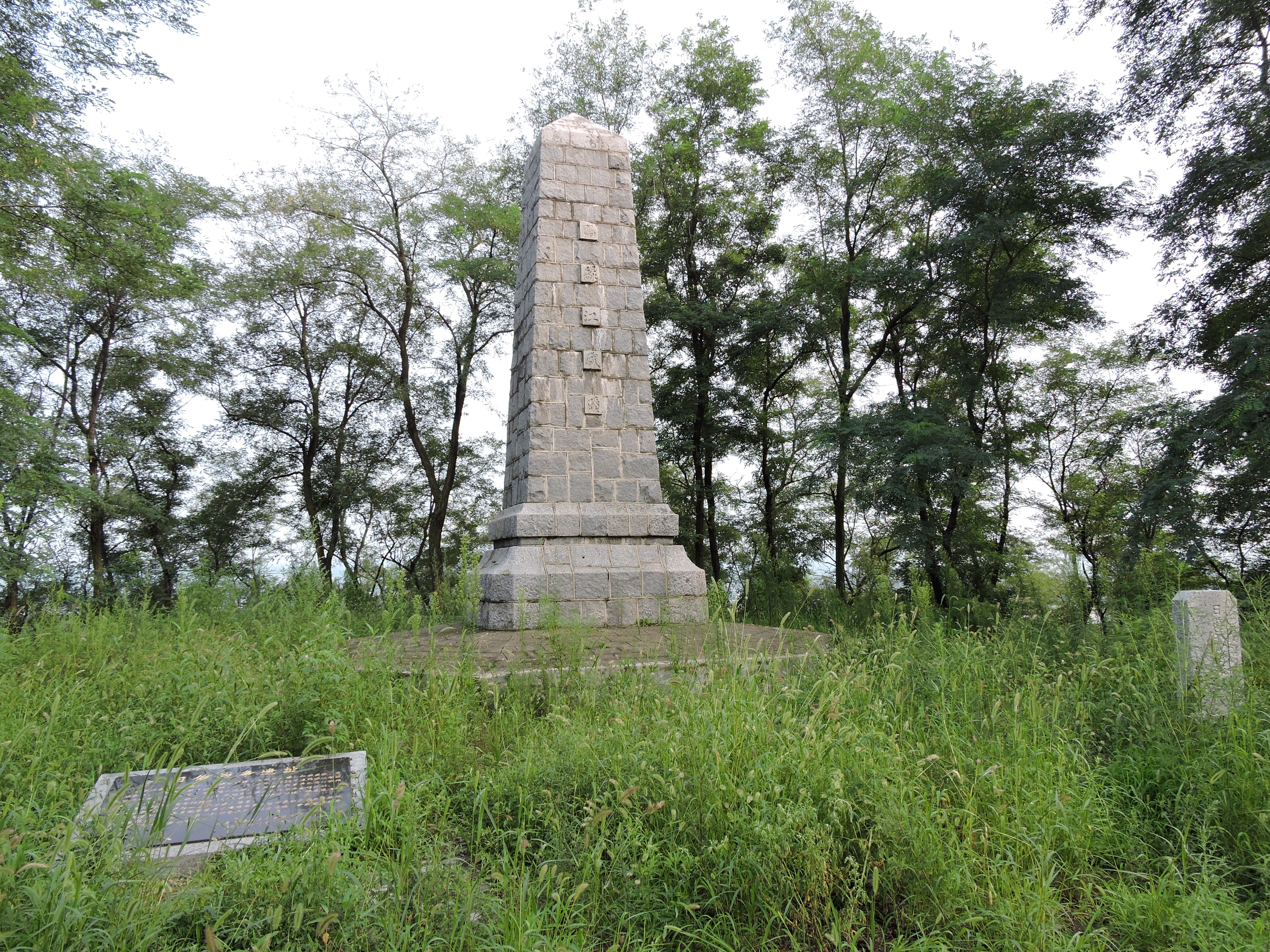
九連城の「鴨緑江戦蹟」碑
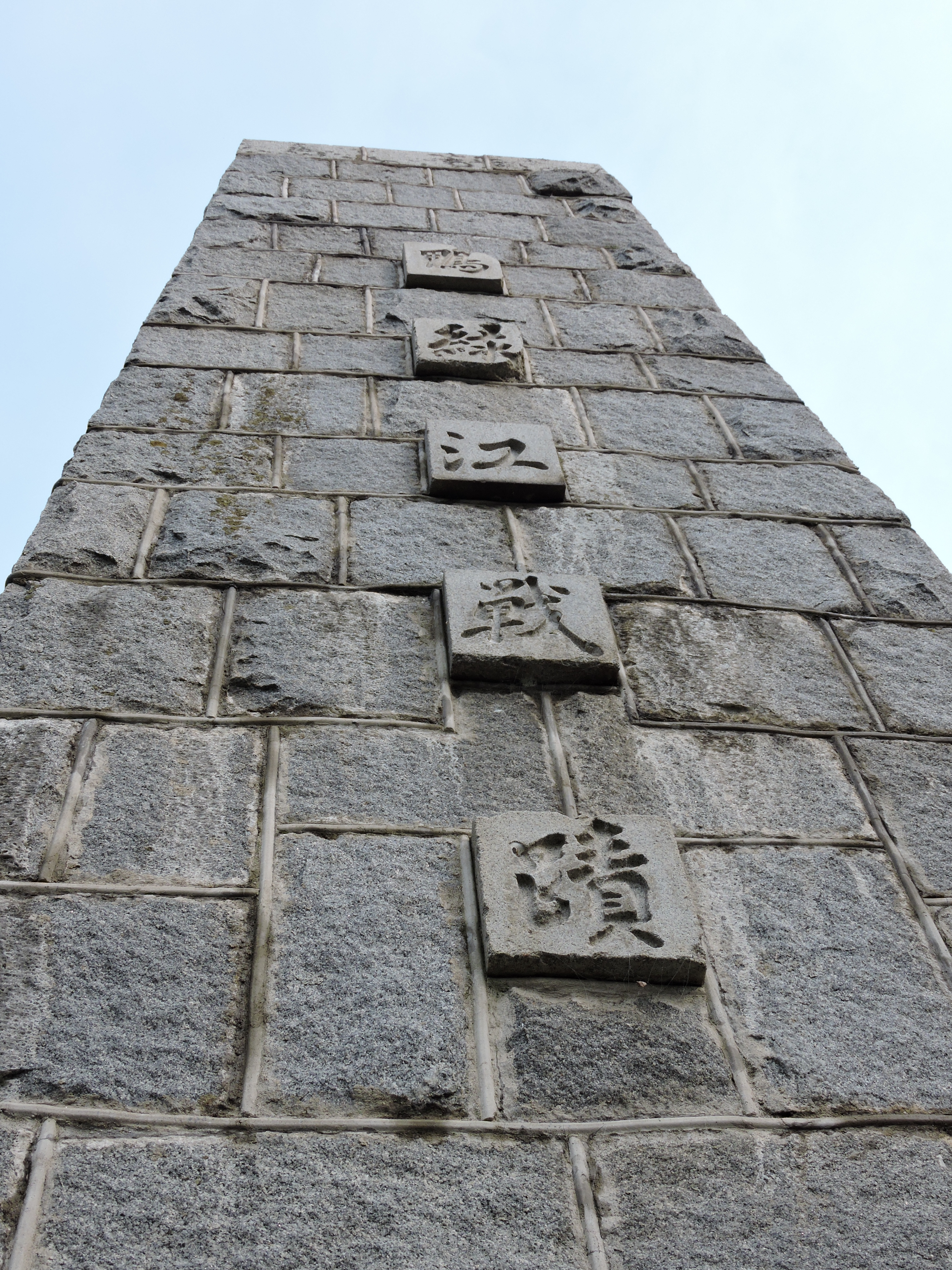
九連城の「鴨緑江戦蹟」碑
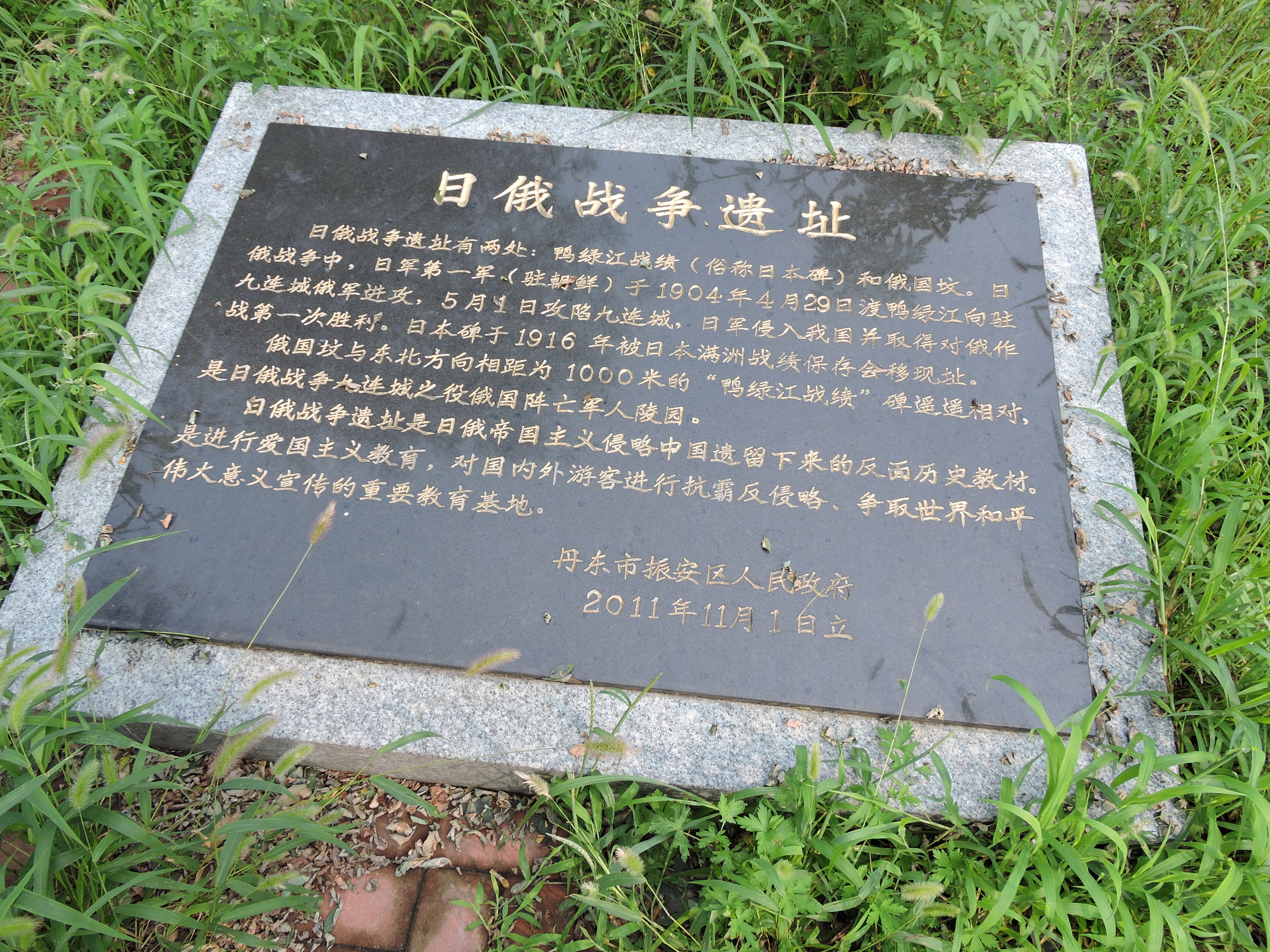
九連城の「鴨緑江戦蹟」碑
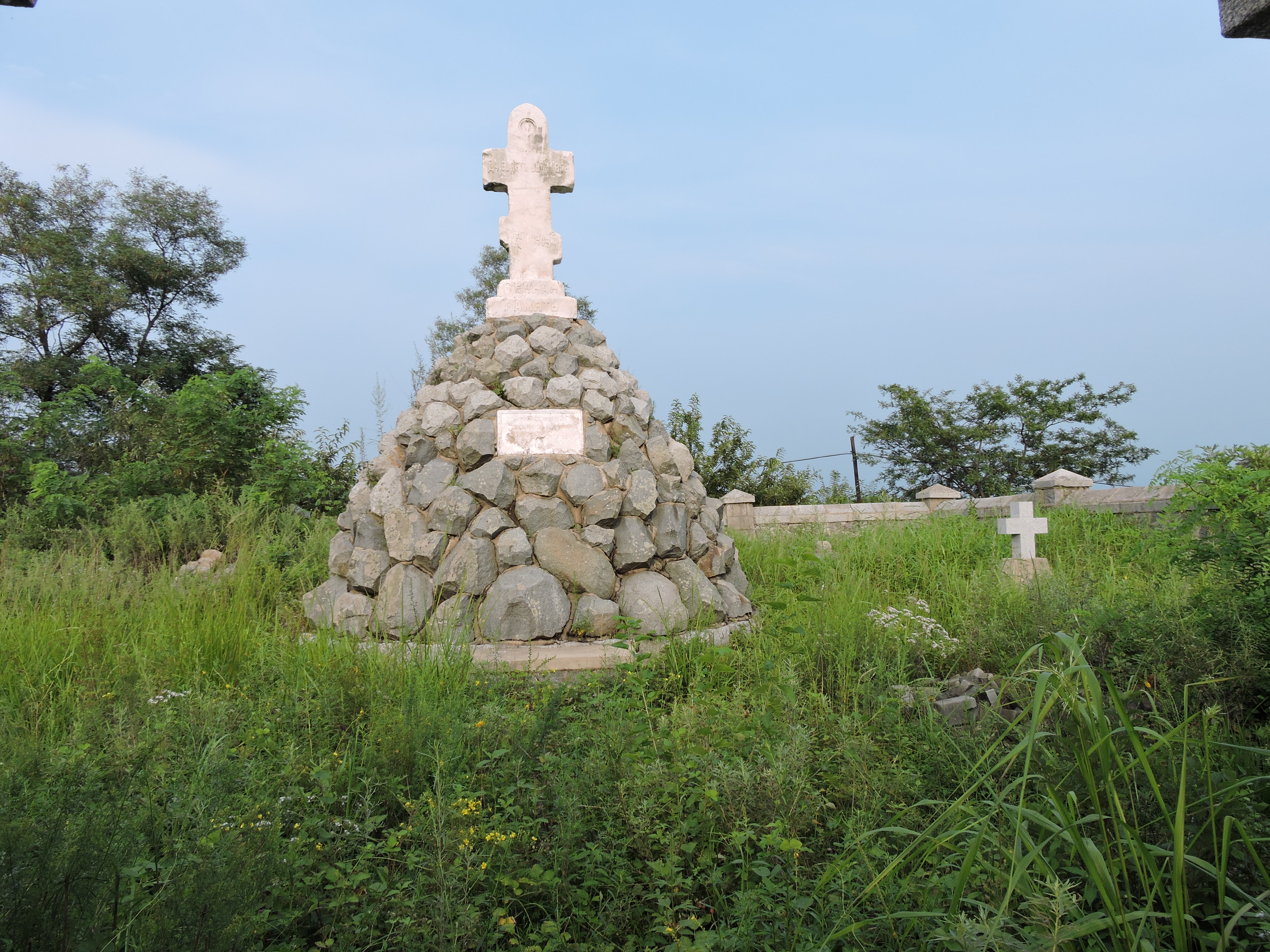
地元で「俄国墳（坟）」と呼ばれる九連城のロシア人墓地
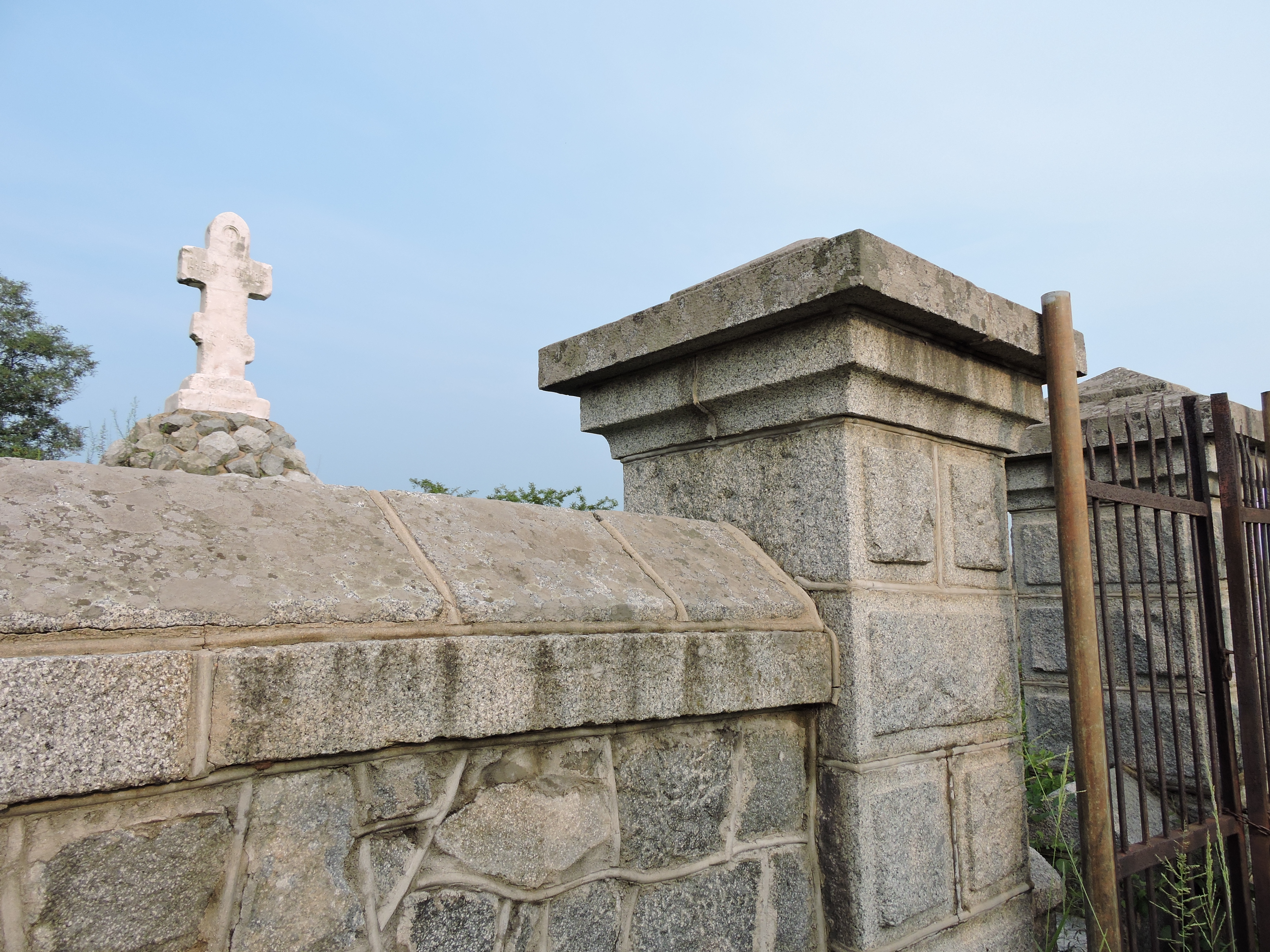
地元で「俄国墳（坟）」と呼ばれる九連城のロシア人墓地